# Battaglia sulla spiaggia insanguinata
Battaglia sulla spiaggia insanguinata (Battle at Bloody Beach) è un film del 1961 diretto da Herbert Coleman.
È un film di guerra statunitense ambientato nel corso della seconda guerra mondiale nel teatro dell'invasione giapponese delle Filippine con Audie Murphy, Gary Crosby e Dolores Michaels.

## Produzione
Il film, diretto da Herbert Coleman su una sceneggiatura di Richard Maibaum e Willard W. Willingham con il soggetto dello stesso Maibaum, fu prodotto da Richard Maibaum per la Twentieth Century Fox Film Corporation e girato sull'Isola di Santa Catalina in California.

## Distribuzione
Il film fu distribuito con il titolo Battle at Bloody Beach negli Stati Uniti nel giugno del 1961 al cinema dalla Twentieth Century Fox.
Alcune delle uscite internazionali sono state:
- in Germania Ovest nel luglio del 1961 (Schlacht an der Blutküste)
- in Austria nell'ottobre del 1961 (Schlacht an der Blutküste)
- in Finlandia il 1º dicembre 1961 (Verinen rannikko)
- in Danimarca il 26 febbraio 1962
- nel Regno Unito (Battle on the Beach)
- in Grecia (Oi anikitoi)
- in Brasile (Sangue na Praia)
- in Italia (Battaglia sulla spiaggia insanguinata)

## Critica
Secondo il Morandini "Coleman sfrutta tutti gli elementi figurativi e contenutistici più "facili" e di effetto".